# Johann Christian Fischer
Johann Christian Fischer (ur. 1733 we Fryburgu Bryzgowijskim, zm. 29 kwietnia 1800 w Londynie) – niemiecki kompozytor i oboista.

## Życiorys
Uczył się gry na oboju w Turynie u Alessandro Besozziego. Około 1760 roku prawdopodobnie był członkiem kapeli księcia Michała Hieronima Radziwiłła w Nieświeżu. W latach 1760–1764 członek kapeli dworskiej w Dreźnie. W 1764 roku na zaproszenie Fryderyka Wielkiego przeniósł się do Berlina, w następnych latach koncertował w Mannheimie i Paryżu, występując w Concert Spirituel. W 1768 roku wyjechał do Londynu, gdzie został członkiem kapeli królowej Zofii Charlotty, występując wspólnie z Carlem Friedrichem Ablem i Johannem Christianem Bachem. Od 1787 do 1790 roku występował w Wiedniu, następnie wrócił do Londynu. Zmarł po tym, jak podczas występu przed rodziną królewską doznał udaru.

## Twórczość
Za życia ceniony jako oboista, jego gra ukształtowana została na modelu włoskim. Twórczość Fischera utrzymana była w stylu galant. Skomponował 16 koncertów obojowych, 7 koncertów na flet i fagot, 12 sonat na flet, 18 duetów fletowych, 3 kwartety, 3 sonaty obojowe, 12 pieśni. Był autorem The Compleat Tutor for the Hautboy (1770), jednego z pierwszych podręczników gry na instrumencie w języku angielskim. Na temacie menueta z koncertu obojowego Fischera Wolfgang Amadeus Mozart napisał wariacje na fortepian.